# Userkare
Userkare fou el segon faraó de la dinastia VI de l'antic Egipte. Només se li coneix aquest nom, que vol dir 'L'ànima de Re és forta'. L'historiador egipci Manethó no l'esmenta ni tampoc la llista de Saqqara, però sí la llista d'Abidos i el papir de Torí. Va governar, segons la cronologia mínima, vers 2220 aC i cent anys abans, segons la màxima.
Alguns indicis fan pensar que va participar en la mort del seu predecessor Teti, assassinat per la seva escorta, i va usurpar el tron, aprofitant la minoria d'edat del fill de Teti (II). D'altres pensen que fou un regent, associat amb la reina Iput (o Ipuet), cosa que lligaria més amb el fet que, després, el fill de Teti, Pepi I, arribés al poder. Un grup d'egiptòlegs pensa que era un descendent de la línia principal de la cinquena dinastia que potser ja havia disputat el poder a Teti quan aquest fou legitimat pel seu matrimoni.
El seu nom està esmentat en uns gravats dels treballadors de Qau al-Kebir, al sud d'Asiut, que potser recollien pedra per a la seva tomba.
No és clar quant de temps va governar, però sembla que uns tres anys. No sembla que el fill de Teti ja fos major al cap de tres anys, probablement tenia molt poc temps en morir el seu pare.
No s'ha trobat el seu monument funerari, si és que es va fer.
El va succeir Pepi I.